# Ilchester (Maryland)
Ilchester es un lugar designado por el censo ubicado en el condado de Howard en el estado estadounidense de Maryland. En el Censo de 2010 tenía una población de 23.476 habitantes y una densidad poblacional de 838,65 personas por km².

## Geografía
Ilchester se encuentra ubicado en las coordenadas 39°12′58″N 76°45′43″O / 39.21611, -76.76194. Según la Oficina del Censo de los Estados Unidos, Ilchester tiene una superficie total de 27.99 km², de la cual 27.83 km² corresponden a tierra firme y (0.57%) 0.16 km² es agua.

## Demografía
Según el censo de 2010, había 23.476 personas residiendo en Ilchester. La densidad de población era de 838,65 hab./km². De los 23.476 habitantes, Ilchester estaba compuesto por el 68.06% blancos, el 11.55% eran afroamericanos, el 0.24% eran amerindios, el 15.22% eran asiáticos, el 0.03% eran isleños del Pacífico, el 1.34% eran de otras razas y el 3.56% pertenecían a dos o más razas. Del total de la población el 4.58% eran hispanos o latinos de cualquier raza.